# Christian Sass Middelboe
Christian Sass Middelboe (født 16. juni 1956) er et fremtrædende dansk medlem af rockergruppen Hells Angels og præsident for samme klub i perioden 1989-1997. Han blev i 1985 idømt syv års fængsel for medvirken til drabet på Henning Norbert Knudsen "Makrellen", som var præsident for den rivaliserende rockerklub Bullshit.
Under afsoningen i Vridsløselille fuldførte han en bachelor i datalogi ved Københavns Universitet. 
I december 1990 blev hans veninde Lone S. anholdt på en massageklinik på Retortvej i Valby. Der blev beslaglagt 167 gram amfetamin, som Middelboe havde afleveret tidligere på dagen. Den 24. januar 1990 blev Middelboe ved Københavns Byret idømt ti måneders fængsel for handel med amfetamin .

## Rockerkrigen
Den 6. oktober 1996 afholdt Hells Angels deres årlige "Viking Party" i klubhuset i Titangade på Nørrebro, og flere hundrede mennesker var samlet på stedet, da en panserværnsraket blev affyret fra et hustag på Rådmandsgade og hamrede ind i klubhuset. To personer, herunder prøvemedlemmet Louis Linde Nielsen og Janne Krohn, der boede i Ægirsgade og blot deltog i festen, blev dræbt på stedet. Middelboe og yderligere 19 personer såret. Ved Østre Landsret den 13. marts 1998 blev Bandidos-rockeren Niels Poulsen idømt fængsel på livstid for raketangrebet.